# Костырев
Костырев (укр. Костирів) — село в Сосницком районе Черниговской области Украины. Население 142 человека. Занимает площадь 0,84 км².
У села протекает река Тихий Сейм, неподалёку от села впадающая в Сейм.
Код КОАТУУ: 7424986503. Почтовый индекс: 16151. Телефонный код: +380 4655.

## Власть
Орган местного самоуправления — Пекаревский сельский совет. Почтовый адрес: 16150, Черниговская обл., Сосницкий р-н, с. Пекарев, ул. Довженко, 37а.